# МКС-13
МКС-13 — тринадцатый долговременный экипаж Международной космической станции. Экипаж работал на борту МКС с 1 апреля, 04:19:26 UTC по 28 сентября, 21:54:00 UTC 2006 года. 6 июля 2006 года произошло увеличение экипажа с двух до трёх человек, впервые после сокращения экипажей МКС из-за катастрофы Колумбии в 2003 году. Первая длительная экспедиция на МКС, в составе которой представители других стран помимо России и США.

## Экипаж
- Павел Виноградов (2-й космический полёт) (Россия), командир экипажа.
- Джеффри Уильямс (Jeffrey Williams) (2) (США), бортинженер
- Томас Райтер (2) (Thomas Reiter) (Германия, ЕКА), бортинженер (на МКС c 6 июля 2006 года, перешёл в экипаж МКС-14 после окончания экспедиции МКС-13). Впервые космонавт стал членом двух экспедиций за один полет. Он установил рекорд по продолжительности экспедиции среди космонавтов прочих стран (кроме США и Россия) - 166 суток 6 часов 57 минут 27 секунд.

### Дублирующий экипаж
- Фёдор Юрчихин (Россия), командир экипажа.
- Майкл Финк (Michael Fincke) (США), бортинженер
- Леопольд Эйратц (Léopold Eyharts) (Франция, ЕКА), бортинженер

## Описание полёта

### Смена экипажа
Павел Виноградов и Джеффри Уильямс стартовали в космос на корабле «Союз ТМА-8» с космодрома Байконур (Казахстан) 30 марта 2006 года. Вместе с ними в космос с кратким посещением МКС отправился первый космонавт Бразилии Маркос Понтес (экспедиция посещения ЭП-10). Через двое суток после старта корабль «Союз ТМА-8» в автоматическом режиме пристыковался к МКС, кормовому стыковочному узлу модуля «Заря» (01.04.2006).
Космонавты предыдущего долговременного экипажа МКС-12 — Уильям МакАртур и Валерий Токарев вернулись на Землю на корабле «Союз ТМА-7» 8 апреля 2006 года. Вместе с ними на Землю вернулся и Маркос Понтес.

### Выходы в открытый космос
- Выход 1 — Виноградов и Уильямс
- Цель: ремонтные работы на российском и американском секторах станции, а также демонтаж экспериментальных образцов на внешней поверхности станции.
- Начало: 1 июня 2006 — 22:48 UTC
- Окончание: 2 июня — 05:19 UTC
- Продолжительность: 6 часов 31 минута[1]

Это 65-й выход в космос связанный с МКС.
Это 2-й выход в космос Джеффри Уильямса и 6-й выход Павла Виноградова.
Выход из российского модуля «Пирс» в российских скафандрах.
- Выход 2 — Уильямс и Райтер
- Цель: установка датчика измерения напряженности электрического поля, установка экспериментальных образцов на поверхности станции, испытание инфракрасной камеры, подготовительные работы к наращиванию ферменной конструкции станции.
- Начало: 3 августа 2006 — 14:04 UTC
- Окончание: 3 августа — 19:58 UTC
- Продолжительность: 5 часов 54 минут[2]

Это 69-й выход в космос связанный с МКС.
Это 3-й выход в космос Джеффри Уильямса и 3-й выход Томаса Райтера.
Выход из американского модуля «Квест» в американских скафандрах.

### Работа на борту МКС
26 апреля в 17:41:31 UTC к МКС пристыковался грузовой корабль «Прогресс М-56». Он доставил на станцию 2,6 тонн грузов: 870 кг топлива для дозаправки двигательной установки станции, 46,5 кг газов, а также питьевую воду, продукты питания, медицинское оборудование, средства личной гигиены и профилактики, оборудование для американского сегмента (253,3 кг), бортовых систем и научных исследований, средства индивидуальной и противопожарной защиты, бортовая документация и посылки для экипажа.
В ночь с 1 на 2 июня космонавты Виноградов и Уильямс выполнили выход в открытый космос. Этот выход по российской программе полёта, выполнялся в российских скафандрах «Орлан» из российского шлюзового модуля «Пирс». Во время выхода космонавты ремонтировали систему выпуска отработанных газов генератора кислорода «Электрон». Космонавты собрали экспериментальные образцы на внешней поверхности станции и заменили видеокамеру на мобильном транспортере. Выход продолжался 6 часов и 31 минуту.
19 июня в 19:46:18 UTC от МКС отстыковался грузовой корабль «Прогресс М-55»
26 июня в 16:24 UTC к МКС пристыковался грузовой корабль «Прогресс М-57». Он доставил на станцию 2,6 тонн грузов — научное оборудование, продовольствие, воду, кислород и топливо для двигателей.
После проведённой, в открытом космосе работы, генератор кислорода «Электрон» был включён в работу, однако, через семь часов вновь вышел из строя. Специалисты установили, что это произошло из-за помех в электропитании. Эта проблема была устранена 11 июня. С тех пор «Электрон» снова функционирует.
6 июля к МКС пристыковался шаттл «Дискавери» миссии STS-121, на котором на станцию прибыл третий член МКС-13 — Томас Райтер. Впервые с мая 2003 года на МКС вновь экипаж из трёх космонавтов. Также среди задач миссии — дооснащение МКС с использованием грузового модуля MPLP «Леонардо». Экипаж шаттла выполнил три выхода в открытый космос из модуля Квест. 15 июля «Дискавери» отстыковался от МКС.
3 августа космонавты Уильямс и Райтер совершили выход в открытый космос. Этот выход осуществлялся по американской программе в американских скафандрах, из шлюзового модуля «Квест». Павел Виноградов оставался на МКС и осуществлял координацию работ в открытом космосе.
С 11 по 17 сентября к МКС был пристыкован шаттл «Атлантис» STS-115. Экипаж «Атлантиса» доставил и смонтировал на МКС сегмент ферменной конструкции Р3/Р4 и новые панели солнечных батарей. Экипаж шаттла выполнил три выхода в открытый космос из модуля Квест.
Следующий долговременный экипаж МКС-14 стартовал на корабле «Союз ТМА-9» 18 сентября вместе с участницей экспедиции посещения ЭП-11 космической туристкой Ануше Ансари. Стыковка состоялась 20 сентября.
19 сентября от МКС отстыковался грузовой корабль «Прогресс М-56».
27 сентября состоялась официальная смена экипажей на МКС. Командир МКС-13 Павел Виноградов передал свои полномочия Майклу Лопес-Алегрия, командиру МКС-14. Обязанности бортинженера вместо Джеффри Уильямса стал выполнять Михаил Тюрин. Астронавт ЕСА Томас Райтер перешел из экипажа МКС-13 в экипаж МКС-14. Томаса Райтера в декабре сменила Суннита Уильямс.
28 сентября корабль «Союз ТМА-8» отстыковался от МКС вместе с членами экипажа МКС-13 и космической туристкой Ануше Ансари. На этом экспедиция МКС-13 завершилась.